# Тедді Трабіше
Тедді Трабіше (фр. Teddy Trabichet; народився 10 березня 1987, Ешироль, Франція) — французький хокеїст, захисник. Виступає за «Ам'єн» у Лізі Магнуса.
Вихованець хокейної школи «Гренобль». Виступав за «Гренобль», «Ам'єн», Рапас де Гап.
У складі національної збірної Франції учасник чемпіонатів світу 2008 і 2011. У складі молодіжної збірної Франції учасник чемпіонатів світу 2006 (дивізіон I) і 2007 (дивізіон I). У складі юніорської збірної Франції учасник чемпіонату світу 2005 (дивізіон I).
Чемпіон Франції (2007, 2009). Володар Кубка Франції (2008, 2009). Володар Кубка французької ліги (2007, 2009).